# Шиндлерюден
Шиндлерюден (нем. Schindlerjuden) са група от около 1200 евреи, които са били спасени от Оскар Шиндлер по време на Холокоста. Те са оцелели по времето на нацисткия режим почти изцяло с интервенцията на Шиндлер, който ги е защитавал, като ги е наел на работа във неговата фабрика за емайлирани съдове в Краков и след 1944 във фабриката му за въоръжение в окупирана Чехословакия. Там те избягват да бъдат изпращани в лагерите на смъртта и оцеляват войната.
Тяхната история е описана в книгата Ковчегът на Шиндлер на Томас Кинийли и филма на Стивън Спилбърг Списъкът на Шиндлер. Полдек Пфеферберг, един от оцелелите, убедил Томас Кинийли да напише романа и Стивън Спилбърг да продуцира филма.
През 2012 е изчислено, че има над 8500 потомци на оцелелите в САЩ, Израел и други страни.

## Списъци със затворници
Оригиналният списък на шиндлерюден – хората, които са транспортирани до фабриката на Шиндлер в Брненец, окупирана Чехословакия, е бил изготвен от Мечислав Пемпер, Ицхак Щерн и Оскар Шиндлер през септември и октомври 1944. Той най-вероятно вече не съществува.
Още един списък с 1000 имена, компилиран от Пемпер, когато евреите пристигнали на 21 октомври 1944 във фабриката на Шиндлер, е бил представен през 1958.
Два списъка с 1098 затворници, направени от администрацията на лагерите в Брненец на 18 април 1945, са запазени и се съхраняват в мемориал в Яд Ва-Шем, където Оскар и Емили Шиндлер са признати като Праведници на света. Целият списък съдържа 297 жени, докато вторият съдържа 801 мъже. Има няколко запазени копия от април 1945, като някои са в музеи, а други – в семействата на бившите затворници.

## Известни Шиндлерюден
- Абрахам Банкир (1895 – 1956), бизнесмен и мениджър в една от фабриките на Шиндлер
- Йозеф Бау (1920 – 2002), художник, поет и писател
- Моше Бейски (1921 – 2007), Съдя в върховния касационен съд на ИзраелОстанките от фабриката на Оскар Шиндлер в Брненец, 2004
- Хилде Бергер (1914 – 2011), Секретарят на Шиндлер
- Александър Биберщайн (1899 – 1979), доктор и писател
- Меир Босак (1912 – 1992), историк, писател и поет
- Йержи Грос (1929 – 2014), музикант
- Чаим Хилфщайн (1876 – 1950), доктор и писател
- Лаура Хилман (1923 – 2020), писател
- Ришард Хоровиц (1939 –), фотограф
- Лоен Лейсън (1929 – 2013), учител и писател
- Мечислав Пемпер (1920 – 2011), стенограф и писател
- Полдек Пфеферберг (1913 – 2001), бизнесмен, който дал инспирацията за книгата Schindler's Ark
- Лео Роснер (1918 – 2008), музикант
- Ицхак Щерн (1901 – 1969), касиерът на Шиндлер